# Bistum Lugazi

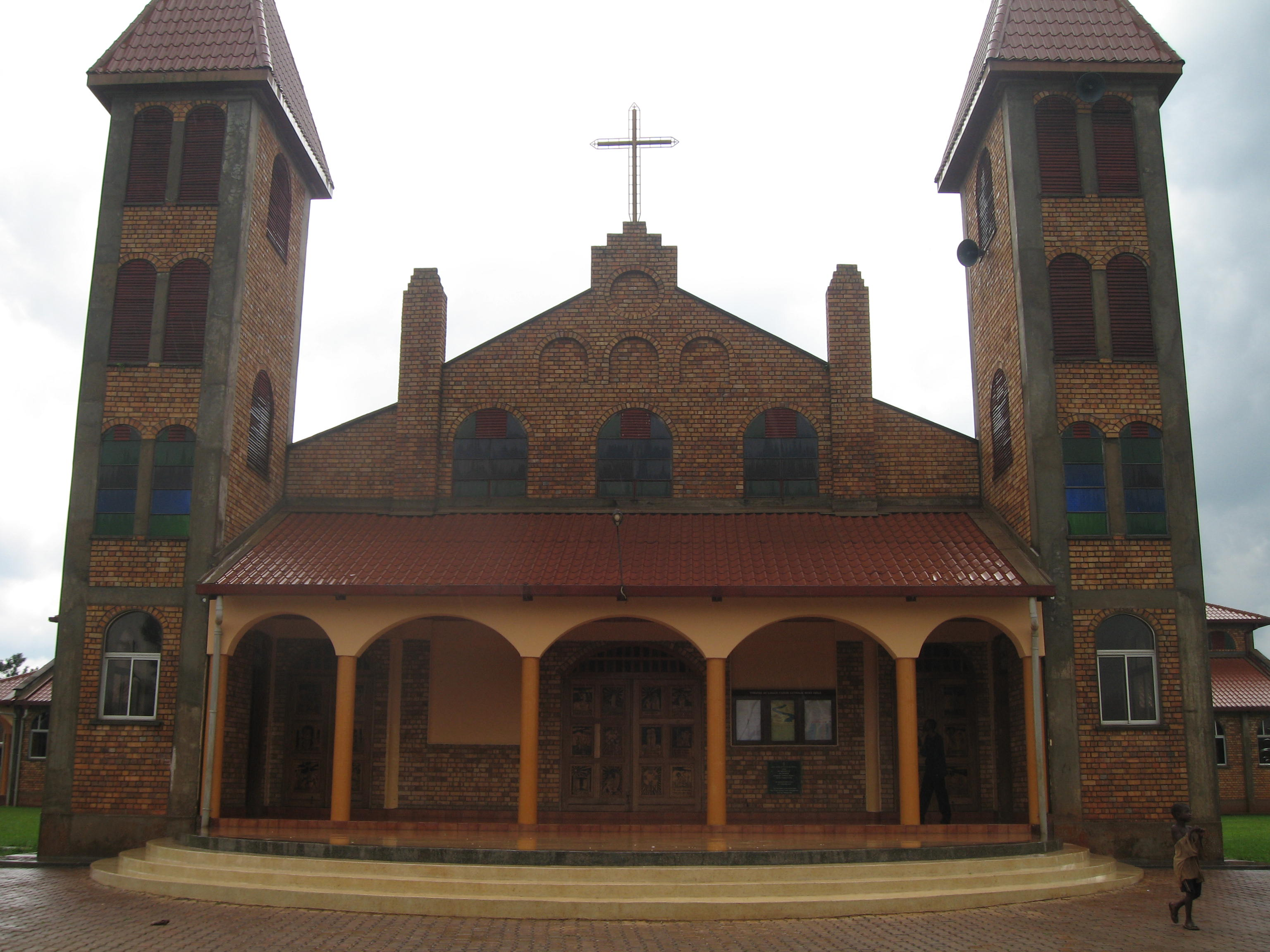
Kathedrale von Lugazi:
Our Lady Queen of Peace

Das Bistum Lugazi (lat.: Dioecesis Lugasiensis) ist eine in Uganda gelegene römisch-katholische Diözese mit Sitz in Lugazi. Es umfasst die Distrikte Kayunga, Buikwe und Mukono.

## Geschichte
Papst Johannes Paul II. gründete es mit der Apostolischen Konstitution Quando ad aeternam am 30. November 1996 aus Gebietsabtretungen des Erzbistums Kampala, dem es auch als Suffragandiözese unterstellt wurde. Erster Ortsordinarius war bis zum 4. November 2014 Matthias Ssekamaanya.

## Bischöfe von Lugazi
- Matthias Ssekamaanya, 1996–2014
- Christopher Kakooza, seit November 2014